# Joan Roughgarden
Joan E. Roughgarden (nacida Jonathan Roughgarden; Paterson (Nueva Jersey), 13 de marzo de 1946) es una bióloga estadounidense. Es autora de 5 libros y más de 120 artículos.

## Carrera
Roughgarden consiguió su Bachelor of Science en Biología y su Bachelor of Arts en Filosofía en la Universidad de Rochester en 1968. En 1971 consigue su doctorado en Biología en la Universidad de Harvard. 
Roughgarden es profesora de la Universidad de Stanford desde 1972. Ha fundado y dirigido el Earth Systems Program de Stanford y ha recibido premios por sus servicios a la educación universitaria. Declaró públicamente su transexualidad a los 52 años. Jonathan Roughgarden partió de año sabático y regresó como Joan Roughgarden, continuando las clases, la investigación y la publicación como hasta entonces. Sus línea de investigación actual reúne la ecología con la teoría económica. 

## Pensamiento
Además de un libro de texto de ecología básico, escrito con Paul R. Ehrlich, Roughgarden publicó en 2004 un libro titulado Evolution's Rainbow (El arco iris de la evolución) en la que cuestiona algunos de los principios de la teoría de la evolución moderna. No es un ataque a la idea central de la selección natural, sino que propone una corrección a la explicación de Darwin del mecanismo de selección. El marco teórico que propone Roughgarden para la selección sexual, más que oponerse al de Darwin, lo suplementa. El libro también contiene un repaso de los estudios científicos sobre el comportamiento sexual inesperado en animales: comportamiento homosexual; existencia de varios «géneros sexuales» y dos sexos en una especie (en el que un género nunca participa directamente en la reproducción sexual, aunque lo hace indirectamente, influyendo por lo tanto en la selección natural). Un artículo publicado sobre estas ideas por su laboratorio en la revista Science, fue fuertemente criticado. Cuarenta científicos escribieron diez cartas y un científico llegó a decir que era «ciencia de muy mala calidad y de pobre erudición». Sin embargo Roughgarden respondió que «no estaba del todo sorprendida» por el volumen de la protesta, argumentando que su equipo había contestado a la mayoría de las críticas.
Roughgarden es cristiana y ha escrito sobre la relación del Cristianismo y la Ciencia. Asistió y dio una conferencia en el simposio Beyond Belief en noviembre de 2006.